# Gustav Döderlein
Gustav Döderlein (* 19. Mai 1893 in Leipzig; † 19. März 1980 in München) war ein deutscher Gynäkologe und Geburtshelfer sowie Hochschullehrer. Er gilt als Begründer der Schwangerenberatung in Deutschland.

## Leben
Gustav Döderlein wurde 1893 als Sohn des Gynäkologen Albert Döderlein in Leipzig geboren. Nach Studium und Volontärassistenz am Pathologischen Institut der Universität München ging er 1926 an die Frauenklinik in der Berliner Artilleriestraße unter Leitung von Walter Stoeckel. Dort wurde er 1929 habilitiert, um danach an die Frauenklinik der Charité unter Georg August Wagner zu wechseln, wo er als Oberarzt tätig war und 1933 zum außerplanmäßigen Professor ernannt wurde. 1934 oder 1937 übernahm Döderlein die Chefarztstelle der neu errichteten gynäkologisch-geburtshilflichen Abteilung des Staatskrankenhauses der Polizei in der Berliner Scharnhorststraße, die er bis 1945 leitete. Nach Beginn des Zweiten Weltkrieges war er ab 1940 als Oberfeldarzt bei der Polizei tätig und wurde noch 1944 Direktor des Polizeikrankenhauses. Döderlein war ebenfalls 1944 Chef des Zentralamts der nationalsozialistischen Ordnungspolizei im Bereich „Sanitätswesen“, mit dem Dienstgrad Oberstarzt.
Nach Kriegsende folgte Gustav Döderlein 1946 einem Ruf als ordentlicher Professor an die 1935 bis 1944 von W. Haupt dirigierte Universitäts-Frauenklinik Jena, die er 13 Jahre leitete. Nach seiner Emeritierung 1959 wurde der Lehrstuhl von Wilfried Möbius übernommen. Döderlein übersiedelte nach München, wo er 1980 im Alter von 86 Jahren starb. Ein Teil seines Nachlasses befindet sich im Archiv der Friedrich-Schiller-Universität Jena.

## Wirken
Das wissenschaftliche Hauptinteresse Döderleins galt der geburtshilflichen-gynäkologischen Vorsorge. Er erarbeitete außerdem Lösungen bei operativen Problemen, wie die Querriegel-Kolpokleisis, einer Operation bei Senkung der Gebärmutter oder die Einrollplastik bei einer Blasen-Scheiden-Fistel, und forschte auf dem Gebiet der Hormone und Krebserkrankungen der Frau.
Am 5. und 6. Oktober 1946 fand nach dem Zweiten Weltkrieg die erste größere Gynäkologentagung in der Sowjetischen Besatzungszone in Jena unter dem Vorsitz von Gustav Döderlein statt. 1960 leitete er nach seiner Übersiedelung nach München als Präsident der Deutschen Gesellschaft für Gynäkologie und Geburtshilfe deren 33. Kongress in München. An Stelle des 1960 gewählten, aber inzwischen verstorbenen Präsidenten der Gesellschaft Ernst Philipp aus Kiel leitete er auch den 34. Kongress 1962 in Hamburg.
Von 1960 bis 1972 war Gustav Döderlein Mitherausgeber des Zentralblatts für Gynäkologie.

## Schriften (Auswahl)
Als Autor:
- Die konservative Behandlung entzündlicher Genitalerkrankungen der Frau. Georg Thieme Verlag, Leipzig 1932.
- Endometriose der Harnblase. In: Zeitschrift für Geburtshilfe und Gynäkologie. Band 106, 1933, S. 275–278.
- Kartei für die Schwangerenuntersuchung: 100 Blatt mit Leitsätzen und Indikationen. Verlag Urban und Schwarzenberg, Berlin/Wien 1939.
- mit Gustav Mestwerdt: Geburtshilflich-gynäkologische Propädeutik und Untersuchungslehre. Verlag Johann Ambrosius Barth, Leipzig 1950.
- Der heutige Stand der abdominalen Schnittentbindung. In: Münchener Medizinische Wochenschrift. Band 95, Nr. 1, 2. Januar 1953, S. 56–61. Nach Vorträgen in Leipzig, Jena und Würzburg 1952.
- Bernhard Sigmund Schultze-Jena, 1827–1919. Reformator der Geburtshilfe und Begründer der modernen Gynäkologie. In: Wissenschaftliche Zeitschrift der Friedrich-Schiller-Universität Jena. Mathematisch-Naturwissenschaftliche Reihe, 1957/58, S. 149–153.
- G. Döderlein: [Egon Fauvet]. In: Zentralblatt für Gynäkologie. Band 38, 19. September 1970, ISSN 0044-4197, S. 1225–1227, PMID 4920765.
- Gustav Döderlein erzählt: Erlebtes und Geschichten aus der deutschen Gynäkologie in alter Zeit. Spatz, München 1984.

Als Herausgeber:
- mit Erwin Rimbach: Grundfragen der Enzymologie der Geburtshilfe. Universitäts-Frauenklinik Jena, 21. Mai 1960. VEB Georg Thieme Verlag, Leipzig 1962.
- mit Horst Schwalm: Klinik der Frauenheilkunde und Geburtshilfe: Ein Handbuch für die Praxis. Verlag Urban und Schwarzenberg, München/Berlin 1964.

## Ehrungen
Gustav Döderlein wurde zum Ehrenmitglied der Deutschen Gesellschaft für Gynäkologie und Geburtshilfe, der Bayerischen Gesellschaft für Geburtshilfe und Frauenheilkunde und der Nordwestdeutschen Gesellschaft für Gynäkologie und Geburtshilfe ernannt. Im Jahr 1953 wurde er zum Mitglied der Gelehrtengesellschaft Leopoldina und 1955 zum korrespondierenden Mitglied der Deutschen Akademie der Wissenschaften zu Berlin gewählt.